# Marco Minucio Rufo
Marco Minucio Rufo (in latino Marcus Minucius Rufus; ... – Canne, 2 agosto 216 a.C.) è stato un politico, console e dittatore romano.

## Biografia

### Carriera politica
Non abbiamo informazioni sulla sua vita riguardanti i suoi primi anni. Di nascita plebea, fu eletto console nel 221 a.C. con Publio Cornelio Scipione Asina; i due consoli condussero una campagna contro gli Istri, a cui inflissero sconfitte non decisive. Probabilmente partecipò alla seconda guerra illirica, ma non abbiamo testimonianze al riguardo.

### Seconda guerra punica
Dopo la sconfitta romana al lago Trasimeno, il Senato decise che la situazione era così grave da richiedere la nomina di un dittatore per i sei mesi successivi. La scelta ricadde su Quinto Fabio Massimo Verrucoso, in seguito noto come "il Temporeggiatore". Sebbene fosse consuetudine che la nomina del magister equitum spettasse al dittatore stesso, con un gesto politico alquanto insolito, il Senato appuntò Minucio come luogotenente di Fabio, nonostante i due avessero una visione opposta riguardo alla strategia da adottare. 
Minucio reclutò due legioni romane e le mise a protezione di Tivoli prima di riunirsi con l'esercito principale, guidato dal dittatore. Una volta ricongiunti, Fabio prese in mano la situazione e attuò una strategia che lo rese molto impopolare: si limitò a pedinare l'esercito di Annibale, catturando ogni unità separata dal corpo principale e spostandosi di altopiano in altopiano per evitare di essere attaccato dalla famigerata cavalleria numidica.
Partecipò attivamente alla battaglia dell'Ager Falernus, dove l'esercito romano riuscì momentaneamente ad intrappolare il geniale militare cartaginese in una valle tra il fiume Volturno ed i monti dell'Appennino Campano. Avendo in mente un approccio molto più aggressivo e sfrontato del collega, più volte cercò di invitarlo ad ingaggiare battaglia con il nemico, ma tali richieste furono sempre ignorate. Si mise alla testa dei malcontenti che serpeggiavano tra i soldati più giovani per la tecnica del dittatore. Non approvava la guerriglia che infatti non produceva le grandi vittorie che si aspettavano i Romani.   Dopo che Fabio fu richiamato a Roma, formalmente per seguire alcune cerimonie religiose di persona, la guida dell'esercito fu affidata allo stesso Minucio, che appena ricevuto il comando, adottò un'impronta nettamente diversa dal suo predecessore.

#### Battaglia di Geronio
Seguito Annibale attraverso il Sannio, il suo esercito si accampò nella piana di Larinum, ad una ventina di chilometri da Geronio, città scelta da Annibale per ospitare i propri quartieri invernali. Osservato che la cavalleria numida era a riposo, schierò le sue truppe contro qualche cartaginese uscito dal campo in cerca di cibo. Li uccise e esaltò il suo successo a Roma. Il tribuno della plebe Marco Metilio, appartenente alla stessa fazione di Minucio, propose che, per la prima volta, dittatore e magister equitum potessero avere lo stesso grado in comando, de facto aprendo alla possibilità che vi fossero due dittatori contemporaneamente. Il Senato ed il popolo, che aspettavano disperatamente una vittoria, approvarono la mozione, garantendo la carica di dittatore anche a Marco Minucio.Quest'ultimo propose a Fabio di comandare l'esercito un giorno a testa, come era consuetudine tra i consoli, ma Fabio, saggiamente, decise che avendo strategie contrastanti sarebbe stato meglio dividere l'esercito.
Annibale, conoscendo l'impazienza del nuovo dittatore preparò una trappola attirando l'esercito su una collina per poi accerchiarlo. Minucio mandò prima pochi uomini ma fu subito costretto a mandarne di più finché tutto il suo esercito fu impiegato in battaglia. Fabio, che stava osservando lo svolgimento della battaglia da lontano, decise di intervenire, mandando le sue quattro legioni in soccorso dei commilitoni in difficoltà. Se Fabio non fosse intervenuto attaccando il nemico, Marco Minucio Rufo sarebbe stato certamente sconfitto. Si narra che Annibale vedendo Fabio scendere dalla collina disse: "la nuvola che soleva stare sui gioghi dei monti si è finalmente sciolta in tempestosa pioggia".
Terminata la battaglia, egli rinunciò alla sua carica: dopo che il suo esercito fu tratto in salvo dall'intervento di Fabio, egli si recò di persona dal dittatore, lo chiamò con l'appellativo di padre (riconoscendo la propria inferiorità) e consegnò volontariamente il proprio esercito e la propria carica di dittatore a Fabio, chiedendo di poterlo servire nuovamente come magister equitum, cosa che Fabio accettò. Per il restante periodo in cui servì agli ordini di Fabio, si limitò a seguire gli ordini, riconoscendo che un approccio avventato non avrebbe giovato alla causa romana.

### Morte
In seguito alla scadenza del mandato di Fabio come dittatore, Minucio rimase momentaneamente a capo dell'esercito, in attesa che i due nuovi consoli ne prendessero possesso. Partecipò quindi alla battaglia di Canne, dove servì all'interno del corpo di fanteria. Qui trovò la morte.